# Albert Hoeben
Albert Hoeben (Stramproy, 13 februari 1920 – aldaar, 10 juli 2014) was een Nederlandse marinier in Nederlands-Indië ten tijde van de politionele acties. Hoeben was een van de langstlevende ridders van de Militaire Willems-Orde uit die periode.

## Militaire loopbaan
Op 25 maart 1945 trad Hoeben in dienst in Weert als oorlogsvrijwilliger bij het korps mariniers en werd opgeleid in de Verenigde Staten voor de nieuw te vormen Mariniersbrigade. Op 1 november 1945 werd hij tijdelijk korporaal. Op Oost-Java was hij commandant van een mitrailleurgroep en op 16 oktober 1947 werd hij weer als vrijwilliger ontslagen.

## Militaire Willems-Orde

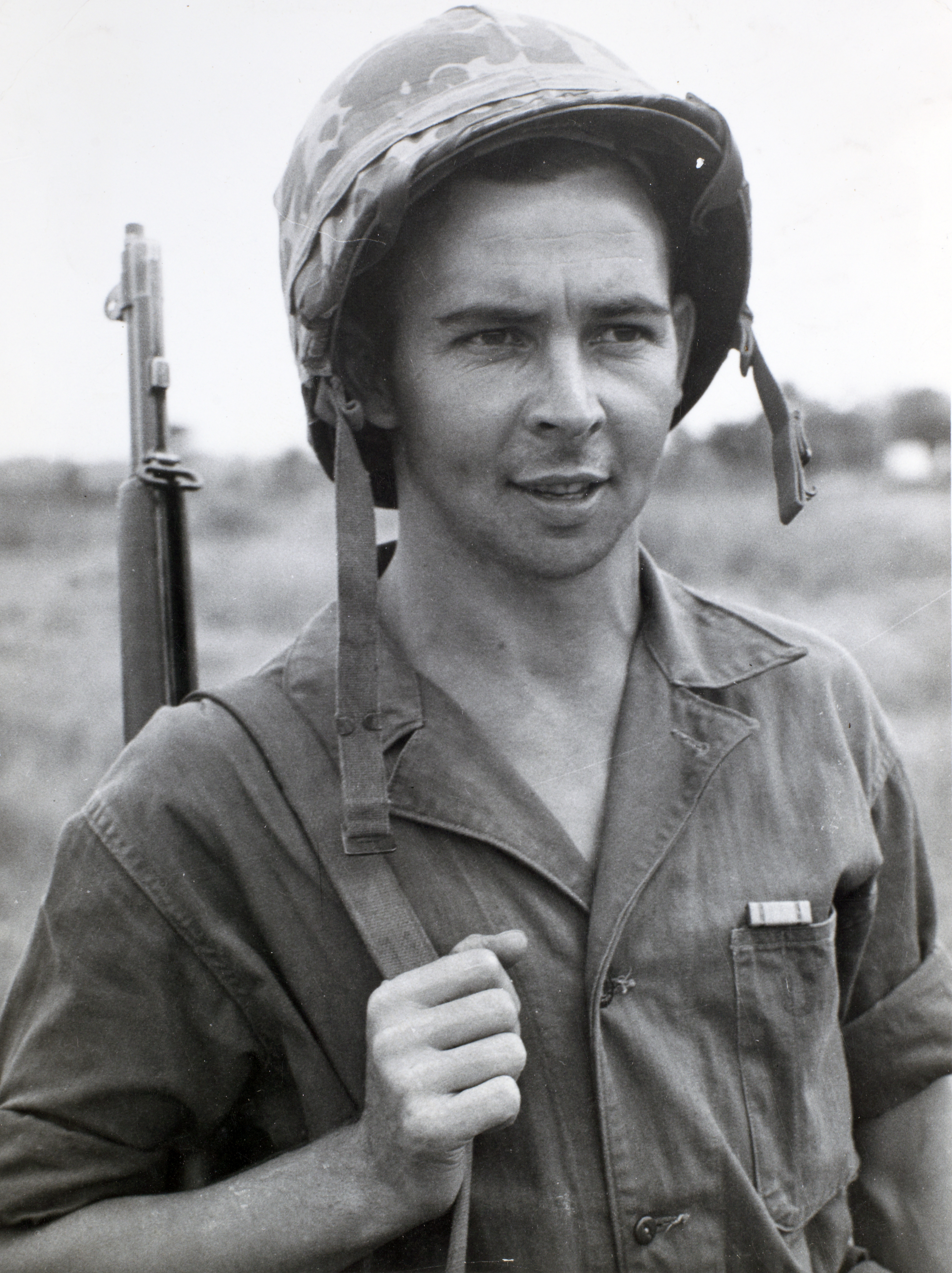
Albert Hoeben in Nederlands-Indië

Op 29 augustus 1946 streed Hoeben op Oost-Java als commandant bij kampong Gondang. Met een automatische geweergroep slaagde hij erin een door Indonesiërs verdedigde stelling te veroveren.
Zijn groep overmeesterde de Indonesiërs en maakte munitie buit. Korporaal der mariniers Hoeben kreeg bij deze actie drie handgranaten zijn richting uit geworpen, een van deze handgranaten kwam op de rug van korporaal Hoeben terecht en de andere twee naast hem in de greppel, terwijl er werd teruggeschoten graaide Hoeben de handgranaten naar zich toe en gooide ze terug, waarbij er twee ontploften. Daarna gooide hij er nog een van zichzelf en gebruik makend van het stof dat door de inslagen van de handgranaten opwoei, sprong hij over een dijkje, richtte zijn wapen en schoot een tegenstander dood, een tweede richtte zijn wapen op hem waarna hij deze met de kolf van het geweer op het hoofd sloeg. Op dat ogenblik begon een vijandelijke mitrailleur vanuit een bunker te schieten welke door de manschappen van Hoeben werd beschoten. Korporaal Hoeben gooide een toegeworpen handgranaat in de bunker waarna het pleit was beslecht.
Een paar maanden later werd Albert Hoeben benoemd tot ridder MWO der vierde klasse.

## Persoonlijk
Op 17 mei 2009 en op 18 juni 2011 was hij in Roermond een van de eregasten bij de Limburgse veteranendag en op 3 september 2011 was hij tezamen met drie andere ridders MWO eregast bij de Indiëherdenking bij het Nationaal Indië-monument 1945-1962.
Op 29 mei 2009 woonde Hoeben op het Binnenhof de plechtigheid bij waar kapitein Marco Kroon de Militaire Willems-Orde ontving. Op 25 mei 2011 was hij met de dragers van de Militaire Willems-Orde eregast op de nationale veteranendag in Den Haag.

## Decoraties
- Militaire Willems-Orde, Ridder der vierde klasse op 6 oktober 1947[3]
- Ereteken voor Orde en Vrede, twee gespen